# Provence (1912)
Provence byla francouzská bitevní loď třídy Bretagne. Loď se účastnila první světové války.
V meziválečné době byla několikrát modernizována. Poprvé v letech 1922–1923 byla zvýšena elevace děl, odstraněna čtyři kasematová děla, čtyři 47mm děla nahradil stejný počet ráže 75 mm a modernizován byl i systém řízení palby. V letech 1925–1927 pak byla opět zvýšena elevace děl a některé z kotlů byly upraveny pro vytápění naftou. Třetí modernizace proběhla v letech 1931–1934, přičemž byl zcela vyměněn pohonný systém – turbínová ústrojí i kotle.
Po porážce Francie loď unikla na francouzskou základnu Mers-el-Kébir u Oranu a zůstala podřízena vládě ve Vichy. Při britském útoku na Mers-el-Kébir byla Provence poškozena a její posádka s lodí najela na břeh, aby zabránila jejímu potopení.
Později loď odplula na hlavní francouzskou základnu v Toulonu, kde byla opravena. Poté, co Německo v roce 1942 porušilo podmínky kapitulace a obsadilo zbytek francouzského území, Provence v Toulonu dne 27. listopadu 1942 potopila vlastní osádka.
Hřídelový nosič pro tuto loď vyrobila v roce 1910 továrna SKODA-WERKE PILSEN.